# Lijst van Eerste Kamerleden juli-november 1956
Lijst van Eerste Kamerleden juli-november 1956 geeft een overzicht van de leden van de Nederlandse Eerste Kamer in de periode tussen de verkiezingen van 14 juni 1956 en de verkiezingen van 11 oktober 1956. De zittingsperiode van de Eerste Kamer ging in op 3 juli 1956 en eindigde op 6 november 1956. 
De Eerste Kamer telde 50 leden, gekozen door de leden van Provinciale Staten in de elf provincies. Eerste Kamerleden werden gekozen voor een termijn van zes jaar; om de drie jaar werd de helft van de Eerste Kamer vernieuwd.
| Naam                       | politieke partij                        | KG  | begindatum  | einddatum       | refs   |
| -------------------------- | --------------------------------------- | --- | ----------- | --------------- | ------ |
| Hendrik Algra              | Anti-Revolutionaire Partij              | III | 3 juli 1956 | 6 november 1956 | [ 1 ]  |
| Anne Anema                 | Anti-Revolutionaire Partij              | IV  | 3 juli 1956 | 6 november 1956 | [ 2 ]  |
| Leo Beaufort               | Katholieke Volkspartij                  | II  | 3 juli 1956 | 6 november 1956 | [ 3 ]  |
| Jaap Brandenburg           | Communistische Partij Nederland         | III | 3 juli 1956 | 6 november 1956 | [ 4 ]  |
| Jan Broeksz                | Partij van de Arbeid                    | III | 3 juli 1956 | 6 november 1956 | [ 5 ]  |
| George Cammelbeeck         | Partij van de Arbeid                    | I   | 3 juli 1956 | 6 november 1956 | [ 6 ]  |
| Jo Derksen                 | Katholieke Volkspartij                  | III | 3 juli 1956 | 6 november 1956 | [ 7 ]  |
| Isaäc Diepenhorst          | Anti-Revolutionaire Partij              | I   | 3 juli 1956 | 6 november 1956 | [ 8 ]  |
| Hugo de Dreu               | Partij van de Arbeid                    | IV  | 3 juli 1956 | 6 november 1956 | [ 9 ]  |
| Jos Gielen                 | Katholieke Volkspartij                  | I   | 3 juli 1956 | 6 november 1956 | [ 10 ] |
| Leonard de Gou             | Katholieke Volkspartij                  | I   | 3 juli 1956 | 6 november 1956 | [ 11 ] |
| Gijs van Hall              | Partij van de Arbeid                    | IV  | 3 juli 1956 | 6 november 1956 | [ 12 ] |
| Herman Hellema             | Anti-Revolutionaire Partij              | III | 3 juli 1956 | 6 november 1956 | [ 13 ] |
| Jan Hoogland               | Partij van de Arbeid                    | IV  | 3 juli 1956 | 6 november 1956 | [ 14 ] |
| Johan van Hulst            | Christelijk-Historische Unie            | IV  | 3 juli 1956 | 6 november 1956 | [ 15 ] |
| Jan Jonkman                | Partij van de Arbeid                    | II  | 3 juli 1956 | 6 november 1956 | [ 16 ] |
| Paul Kapteyn               | Partij van de Arbeid                    | IV  | 3 juli 1956 | 6 november 1956 | [ 17 ] |
| Gualthérus Kolff           | Christelijk-Historische Unie            | II  | 3 juli 1956 | 6 november 1956 | [ 18 ] |
| Evert Kraaijvanger         | Katholieke Volkspartij                  | IV  | 3 juli 1956 | 6 november 1956 | [ 19 ] |
| Jacob Kramer               | Partij van de Arbeid                    | I   | 3 juli 1956 | 6 november 1956 | [ 20 ] |
| Cor Kropman                | Katholieke Volkspartij                  | III | 3 juli 1956 | 6 november 1956 | [ 21 ] |
| Franz Lichtenauer          | Christelijk-Historische Unie            | IV  | 3 juli 1956 | 6 november 1956 | [ 22 ] |
| Harry van Lieshout         | Katholieke Volkspartij                  | I   | 3 juli 1956 | 6 november 1956 | [ 23 ] |
| Dirk de Loor               | Partij van de Arbeid                    | III | 3 juli 1956 | 6 november 1956 | [ 24 ] |
| Herman Louwes              | Volkspartij voor Vrijheid en Democratie | II  | 3 juli 1956 | 6 november 1956 | [ 25 ] |
| Jan Maenen                 | Katholieke Volkspartij                  | I   | 3 juli 1956 | 6 november 1956 | [ 26 ] |
| Gérard Mertens             | Katholieke Volkspartij                  | I   | 3 juli 1956 | 6 november 1956 | [ 27 ] |
| Toon Middelhuis            | Katholieke Volkspartij                  | I   | 3 juli 1956 | 6 november 1956 | [ 28 ] |
| Anthonie Molenaar          | Volkspartij voor Vrijheid en Democratie | IV  | 3 juli 1956 | 6 november 1956 | [ 29 ] |
| Herman Nijkamp             | Katholieke Volkspartij                  | II  | 3 juli 1956 | 6 november 1956 | [ 30 ] |
| Henk Oosterhuis            | Partij van de Arbeid                    | II  | 3 juli 1956 | 6 november 1956 | [ 31 ] |
| Rommert Pollema            | Christelijk-Historische Unie            | III | 3 juli 1956 | 6 november 1956 | [ 32 ] |
| Louis Regout               | Katholieke Volkspartij                  | I   | 3 juli 1956 | 6 november 1956 | [ 33 ] |
| Johannes Reijers           | Christelijk-Historische Unie            | I   | 3 juli 1956 | 6 november 1956 | [ 34 ] |
| Willem Rip                 | Anti-Revolutionaire Partij              | II  | 3 juli 1956 | 6 november 1956 | [ 35 ] |
| Alphons Roebroek           | Katholieke Volkspartij                  | IV  | 3 juli 1956 | 6 november 1956 | [ 36 ] |
| Maan Sassen                | Katholieke Volkspartij                  | II  | 3 juli 1956 | 6 november 1956 | [ 37 ] |
| Wim Schermerhorn           | Partij van de Arbeid                    | III | 3 juli 1956 | 6 november 1956 | [ 38 ] |
| Jan Schipper               | Anti-Revolutionaire Partij              | IV  | 3 juli 1956 | 6 november 1956 | [ 39 ] |
| Frans Teulings             | Katholieke Volkspartij                  | I   | 3 juli 1956 | 6 november 1956 | [ 40 ] |
| Jetze Tjalma               | Anti-Revolutionaire Partij              | II  | 3 juli 1956 | 6 november 1956 | [ 41 ] |
| Martina Tjeenk Willink     | Partij van de Arbeid                    | III | 3 juli 1956 | 6 november 1956 | [ 42 ] |
| Joris in 't Veld           | Partij van de Arbeid                    | IV  | 3 juli 1956 | 6 november 1956 | [ 43 ] |
| Huub van Velthoven         | Katholieke Volkspartij                  | I   | 3 juli 1956 | 6 november 1956 | [ 44 ] |
| Hilda Verwey-Jonker        | Partij van de Arbeid                    | II  | 3 juli 1956 | 6 november 1956 | [ 45 ] |
| Gerrit Vixseboxse          | Christelijk-Historische Unie            | II  | 3 juli 1956 | 6 november 1956 | [ 46 ] |
| Reint de Vos van Steenwijk | Volkspartij voor Vrijheid en Democratie | II  | 3 juli 1956 | 6 november 1956 | [ 47 ] |
| Willem Wendelaar           | Volkspartij voor Vrijheid en Democratie | III | 3 juli 1956 | 6 november 1956 | [ 48 ] |
| Floor Wibaut               | Partij van de Arbeid                    | II  | 3 juli 1956 | 6 november 1956 | [ 49 ] |
| Petrus Witteman            | Katholieke Volkspartij                  | III | 3 juli 1956 | 6 november 1956 | [ 50 ] |